# Avitta lineosa
Avitta lineosa är en fjärilsart som beskrevs av Saalmüller 1891. Avitta lineosa ingår i släktet Avitta och familjen nattflyn. Inga underarter finns listade i Catalogue of Life.